# Literatura oral

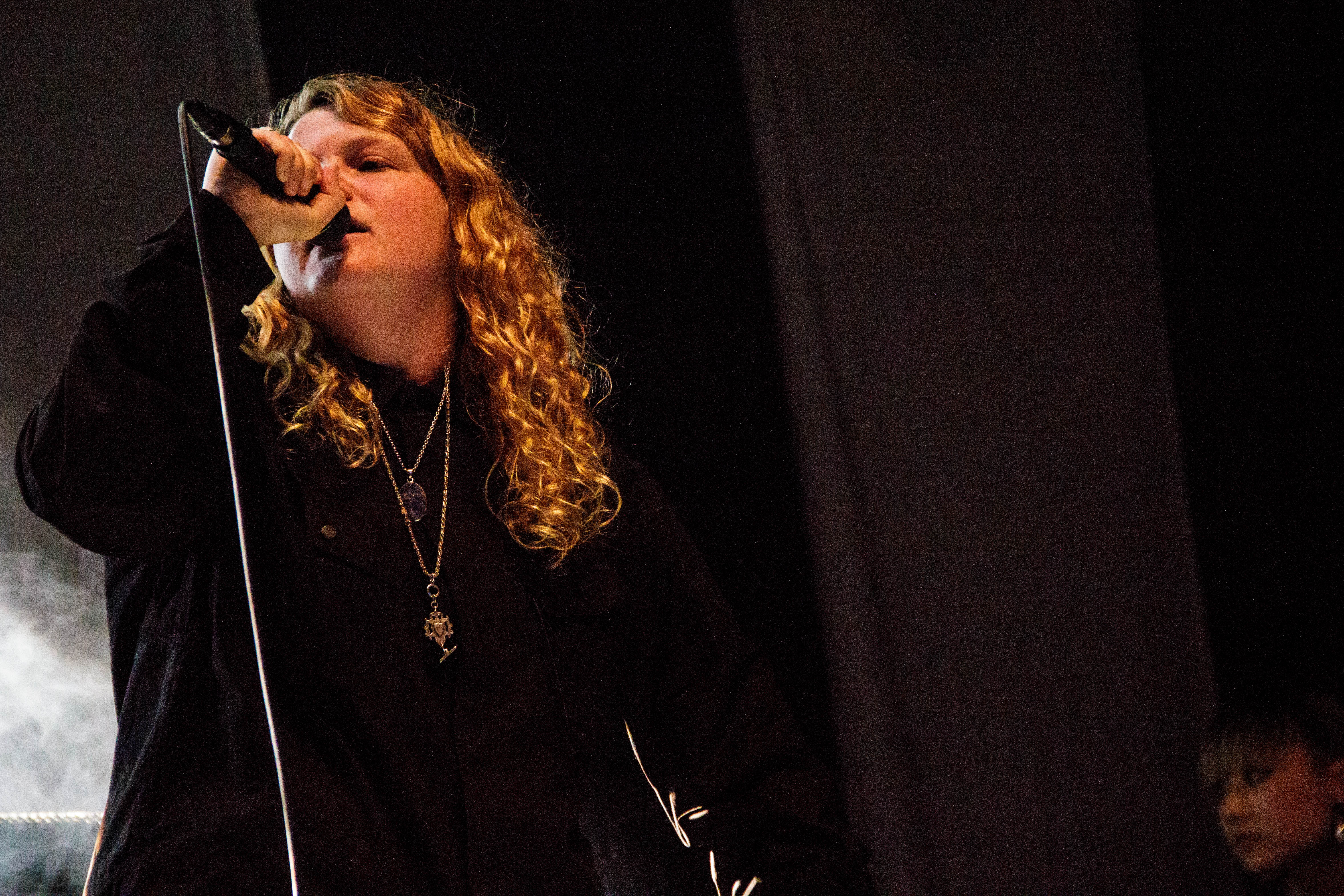
Kate Tempest en 2017

La literatura oral és aquella literatura que ha estat composta oralment, tot seguint les convencions retòriques i temàtiques de la tradició oral, i està destinada a un públic acostumat a escoltar aquest tipus de composició. Malgrat que el nom sigui contradictori, és un nom reconegut arreu i l'ús de literatura dona més importància al fet que sigui un art.
La transmissió i la recepció juntes reben el nom d'"actuació". Des de la composició fins a la recepció tot forma un conjunt i quan es trobe simultàniament en un text es diu que aquest és improvisat. Les condicions bàsiques perquè un text pugui ser considerat de la literatura oral són: oralisme, quan no s'hi fa servir l'escriptura, i tradicionalisme, quan el text és fidel als models heretats de la tradició oral.

## Etimologia
El mot "literatura" ve del llatí littera que vol dir lletra, i oral vol dir que no implica escriptura.

## Fases
Fases per les que passa un text oral en la seva existència:
- Composició: s'ha de fer sense ajut de l'escriptura.
- Transmissió: quan el text es diu, es recita o es canta. És literatura de boca a orella. Pot ser feta per l'autor o un intèrpret.
- Recepció: quan l'oient rep el text de viva veu a través de l'oïda o de mitjans equivalents, com la llengua de signes. El públic pot ser un grup.
- Conservació: La memòria de la gent.
- Repetició.